# Akalamdug
Akalamdug (𒀀𒌦𒄭, A-KALAM-DUG) va ser lugal (rei) d'Ur, probable pare i antecessor de Meskalamdug. No figura a la Llista de reis sumeris, però es va trobar un segell seu a les excavacions del cementiri reial d'Ur. Seria l'avi del rei Mesannepada.